# Anolis ophiolepis
Anolis ophiolepis (п'ятисмугий трав'яний аноліс) — вид ігуаноподібних ящірок родини анолісових (Dactyloidae). Ендемік Куби.

## Поширення і екологія
П'ятисмугі трав'яні аноліси мешкають на Кубі та на сусідньому острові Ісла-де-ла-Хувентуд. Вони живуть в мезофільних вічнозелених і напіввічнозелених лісах, у відкритих саванах, на болотах, на полях і плантаціях, в садах, трапляються поблизу людських поселень.